# Allotisis scitula
Allotisis scitula är en skalbaggsart som först beskrevs av Francis Polkinghorne Pascoe 1863.  Allotisis scitula ingår i släktet Allotisis och familjen långhorningar. Inga underarter finns listade i Catalogue of Life.